# Cross-country na zimowych światowych wojskowych igrzyskach sportowych

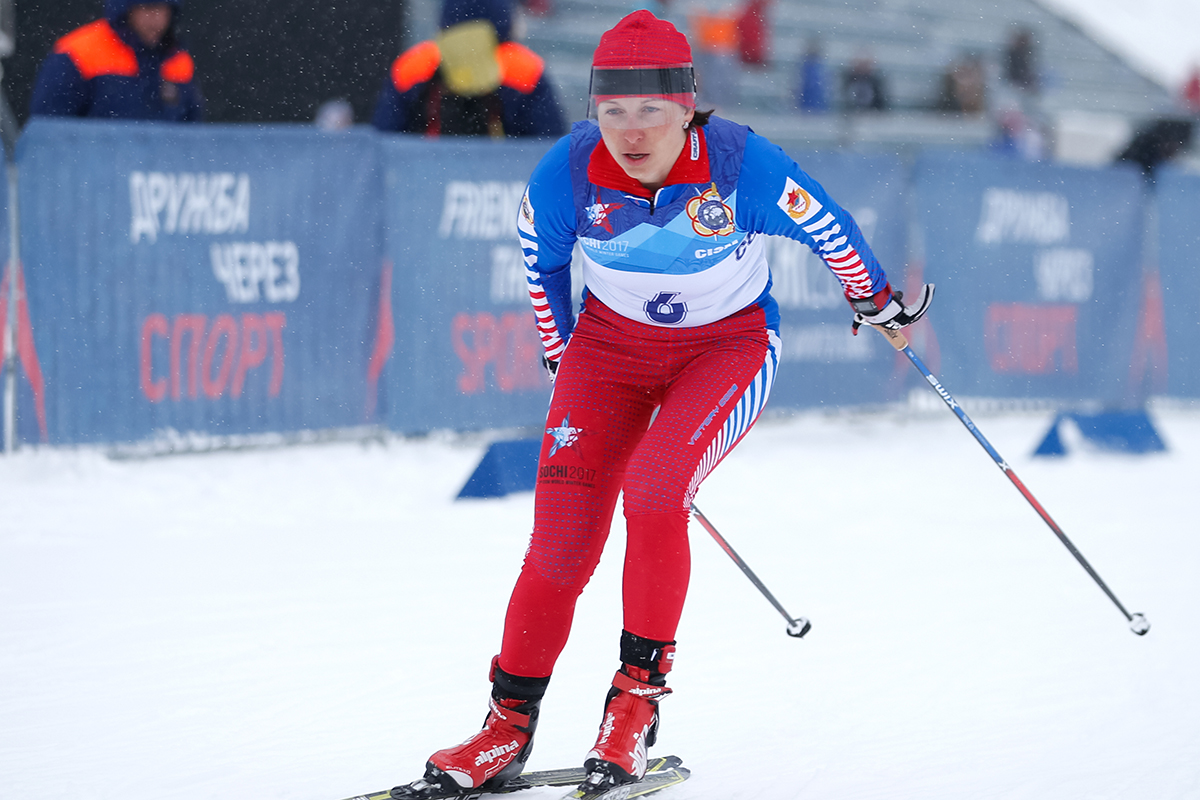
Soczi '17. Rosyjska multimedalistka Natalja Korostielowa (w latach 2010, 2013 i 2017).

Cross-country na zimowych światowych wojskowych igrzyskach sportowych – jedna z biegowych zimowych dyscyplin sportu, która zadebiutowała w dniu 24 marca 2010 podczas igrzysk wojskowych rozgrywanych na terenie parku Gran Paradiso w miejscowości Cogne położonej  w regionie Dolina Aosty we Włoszech.

## Edycje
| Edycja | Data                      | Miejscowość                | Kraj    | Liczba konkurencji |
| ------ | ------------------------- | -------------------------- | ------- | ------------------ |
| 1.     | 24.03.2010 (szczegóły)    | Dolina Aosty (Cogne)       | Włochy  | 3                  |
| 2.     | 26–28.03.2013 (szczegóły) | Annecy i Chamonix          | Francja | 6                  |
| 3.     | 24–26.02.2017 (szczegóły) | Soczi ( Łaura)             | Rosja   | 6                  |
| 4.     | 23–29.03.2021 (szczegóły) | Berchtesgaden i Ruhpolding | Niemcy  |                    |

## Konkurencje
W programach igrzysk wojskowych jest podział dyscypliny na konkurencje męskie i damskie (od 2013 roku włączono nową zespołową konkurencję - sprint drużynowy). Podczas zimowych igrzysk wojskowych zawodnicy i zawodniczki aktualnie rywalizują w sześciu konkurencjach.
Aktualne konkurencje rozgrywane podczas zimowych igrzyskach wojskowych:
kobiet
- bieg na 10 km st. dowolnym
- bieg na 10 km drużynowo
- sprint drużynowy

mężczyzn
- bieg na 15 km st. dowolnym
- bieg na 15 km drużynowo
- sprint drużynowy

## Tabela medalowa wszech czasów
Multimedalistką w cross-country na zimowych igrzyskach wojskowych wśród kobiet jest Rosjanka Natalja Korostielowa, który startując w latach 2010-17 zdobyła trzy złote i jeden srebrny medal. Wśród mężczyzn jest to Francuz Robin Duvillard, który w latach 2010-13 zdobył trzy złote medale.

### Klasyfikacja medalowa lata 2010-2017
| Miejsce            | Reprezentacja      | Złoto | Srebro | Brąz | Razem |
| ------------------ | ------------------ | ----- | ------ | ---- | ----- |
| 1                  | Francja            | 8     | 5      | 3    | 16    |
| 2                  | Rosja              | 5     | 3      | 0    | 8     |
| 3                  | Szwajcaria         | 1     | 3      | 1    | 5     |
| 4                  | Niemcy             | 1     | 0      | 0    | 1     |
| 5                  | Włochy             | 0     | 1      | 4    | 5     |
| 6                  | Austria            | 0     | 1      | 1    | 2     |
| 7                  | Norwegia           | 0     | 1      | 0    | 1     |
| 8                  | Finlandia          | 0     | 0      | 2    | 2     |
| 8                  | Kazachstan         | 0     | 0      | 2    | 2     |
| 10                 | Czechy             | 0     | 0      | 1    | 1     |
| Ogółem (10 państw) | Ogółem (10 państw) | 15    | 14     | 14   | 43    |

| Lp.               | Reprezentacja     | Złoto | Srebro | Brąz | Razem |
| ----------------- | ----------------- | ----- | ------ | ---- | ----- |
| 1                 | Francja           | 3     | 2      | 1    | 6     |
| 2                 | Rosja             | 3     | 2      | 0    | 5     |
| 3                 | Niemcy            | 1     | 0      | 0    | 1     |
| 4                 | Norwegia          | 0     | 1      | 0    | 1     |
| 4                 | Szwajcaria        | 0     | 1      | 0    | 1     |
| 6                 | Włochy            | 0     | 0      | 3    | 3     |
| 7                 | Kazachstan        | 0     | 0      | 2    | 2     |
| Ogółem (7 państw) | Ogółem (7 państw) | 7     | 6      | 6    | 19    |

| Lp.               | Reprezentacja     | Złoto | Srebro | Brąz | Razem |
| ----------------- | ----------------- | ----- | ------ | ---- | ----- |
| 1                 | Francja           | 5     | 3      | 2    | 10    |
| 2                 | Rosja             | 2     | 1      | 0    | 3     |
| 3                 | Szwajcaria        | 1     | 2      | 1    | 4     |
| 4                 | Austria           | 0     | 1      | 1    | 2     |
| 4                 | Włochy            | 0     | 1      | 1    | 2     |
| 6                 | Finlandia         | 0     | 0      | 2    | 2     |
| 7                 | Czechy            | 0     | 0      | 1    | 1     |
| Ogółem (7 państw) | Ogółem (7 państw) | 8     | 8      | 8    | 24    |